# Zigentomes
Els zigentomes (Zygentoma) són un ordre d'insectes dicòndils, que inclou els coneguts popularment com a peixets de plata. És l'ordre més primitiu de dicòndils, essent àpters.
Els zigentomes i els arqueògnats formaven l'antic ordre del tisanurs, avui abandonat, i les famílies Machilidae i Meinertellidae, que van estar incloses dins de Zigentoma, ara es consideren membres de l'encara més primitiu ordre Archaeognatha.

## Característiques
Els zigentomes tenen en cos allargat i ovalat cobert d'escates platejades. Es mouen de manera similar als peixos, com si nedessin. Atenyen menys d'un centímetre de llargada i es troben als racons humits de les llars humanes i entre les pàgines dels llibres i papers.
Tenen antenes flexibles i petits (o sense) ulls compostos. Tenen la mandíbula menuda i sense especialitzar. La característica més distintiva és la presència de tres filaments que s'estenen des del seu darrer segment.

## Història natural
Els zigentomes s'alimenten de cereals, pasta, paper, midó i teixits, raió i carns seques. Acostumen a trobar-se en els lavabos de les cases d'on a vegades no poden sortir per no poder-se moure bé en superfícies llises. Les espècies silvestres viuen en coves i/o són comensals en colònies de formigues com és el cas de Trichatelura manni.

## Taxonomia
L'ordre Zigentoma inclous espècies en set famílies:
- Família Ateluridae Remington, 1954
- Família Carbotripluridae Kluge, 1996 †
- Família Lepidotrichidae Wygodzinsky, 1961
- Família Lepismatidae Latreille, 1802
- Família Maindroniidae Escherich, 1905
- Família Nicoletiidae Escherich, 1905
- Família Protrinemuridae Mendes, 1988